# Zalewo
Zalewo (Saalfeld fino al 1945) è un comune urbano-rurale polacco del distretto di Iława, nel voivodato della Varmia-Masuria.
Ricopre una superficie di 254,34 km² e nel 2004 contava 6 997 abitanti.
Comunità urbane e rurali:
| Nome polacco   | Nome tedesco (fino al 1945) | Nome polacco    | Nome tedesco (fino al 1945) | Nome polacco | Nome tedesco (fino al 1945) |
| -------------- | --------------------------- | --------------- | --------------------------- | ------------ | --------------------------- |
| Bądki          | Bündtken                    | Jerzwałd        | Gerswalde                   | Pomielin     | Pomehlen                    |
| Bajdy          | Boyden                      | Jezierce        | Haack                       | Pozorty      | Posorten                    |
| Barty          | Barten                      | Karpowo         | Kerpen                      | Rąbity       | Rombitten                   |
| Bednarzówka    | Böttchershof                | Kątki           | Klein Kanten                | Rucewo       | Rotzung                     |
| Boreczno       | Schnellwalde                | Kiemiany        | Kämmen                      | Rudnia       | Rohden                      |
| Brzeziniak     | Birkenthal                  | Koziny          | Kößen                       | Sadławki     | Sadlauken                   |
| Bukowiec       | Bukowitz                    | Kupin           | Kuppen                      | Skitławki    | Skittlauken                 |
| Dajny          | Deunen                      | Likszany        | Lixainen                    | Śliwa        | Schliewe                    |
| Dobrzyki       | Weinsdorf                   | Matyty          | Motitten                    | Surbajny     | Sorbehnen                   |
| Duba           | Leißnersberg                | Mazanki         | Mosens                      | Tarpno       | Terpen                      |
| Gajdy          | Goyden                      | Międzychód      | Mitteldorf                  | Urowo        | Auer                        |
| Girgajny       | Gergehnen                   | Mozgowo         | Nosewitz                    | Wielowieś    | Dittersdorf                 |
| Gubławki       | Gablauken                   | Murawki         | Wilhelmswalde               | Wieprz       | Weepers                     |
| Huta Wielka    | Albrechtswalde              | Nowe Chmielówko | Chmelowken                  | Witoszewo    | Kunzendorf                  |
| Janiki Małe    | Klein Hanswalde             | Pieklo          | Klein Schnellwalde          | Zalewo       | Saalfeld                    |
| Janiki Wielkie | Groß Hanswalde              | Polajny         | Paulehnen                   | Zatyki       | Kattern                     |
| Jaśkowo        | Jäskendorf                  | Półwieś         | Ebenau                      |              |                             |